# Carfizzi

Lage der Gemeinde Carfizzi in der Provinz Crotone

Carfizzi (im lokalen albanischen Dialekt Karfici) ist eine italienische Stadt in der Provinz Crotone in Kalabrien mit 521 Einwohnern (Stand 31. Dezember 2023).

## Lage und Daten
Carfizzi liegt 44 km nordwestlich von Crotone auf Ausläufern des Sila-Gebirges. Carfizzi ist somit die kleinste Gemeinde der Provinz Crotone. Die Nachbargemeinden sind Cirò, Melissa, Pallagorio, San Nicola dell’Alto und Umbriatico.
Der Ort ist landwirtschaftlich geprägt. Hergestellt werden Olivenöl, Getreide, Weintrauben und Futtermittel.

## Geschichte
Der Ort wurde im 15. Jahrhundert von geflüchteten Albanern gegründet. Die Kultur der Arbëresh wird heute noch ausgelebt.

## Persönlichkeiten
- Andy Varipapa (1891–1984), italoamerikanischer Bowlingspieler
- Carmine Abate (* 1954), Schriftsteller
- Immacolata Amodeo (* 1961), Literaturwissenschaftlerin